# Comedy Central Records
Comedy Central Records est un label discographique créé par Jack Vaughn et la chaîne de télévision américaine Comedy Central, appartenant au conglomérat Viacom. Il édite les disques des humoristes apparaissant sur l'antenne de la chaîne. Le label est distribué par Alternative Distribution Alliance et Warner Music Group.

## Histoire
Comedy Central Records est fondé en 2002. Durant ses quatre premières années d'activité, le label édite jusqu'à 10 disques par an. Les ventes cumulées des productions Comedy Central Records dépassent le cap des 2 millions de disques au cours de l'année 2006. Les références ayant rencontré le plus de succès durant cette période sont les albums Harmful If Swallowed et Retaliation de l'humoriste de stand-up  Dane Cook, sortis respectivement en 2003 et 2005, et vendus chacun à plus de 500 000 exemplaires. Lors de sa sortie, Retaliation se classe 4e du Billboard 200.
Comedy Central Records organise également des tournées pour des humoristes comme Dave Chappelle, Drew Carey, ou encore Wanda Sykes. En raison des marges réduites, le label restreint le nombre de spectacles qu'il organise. Certains, comme le show de Dave Attell, sont ensuite diffusés sur l'antenne de Comedy Central, et commercialisés par le label en DVD.
En 2012, Comedy Central Records est le plus grand label américain entièrement consacré aux disques humoristiques. Il participe au renouveau de l'album comique en éditant 27 titres sur la centaine parus aux États-Unis durant l'année précédente.

## Récompenses
Les artistes du label ont été récompensés à plusieurs reprises dans la catégorie « Best Comedy Album » lors de la cérémonie des Grammy Awards. Hilarious (en), album de l'humoriste Louis C.K., remporte le « Grammy » du meilleur disque comique lors de la 54e cérémonie. Finest Hour (en), de Patton Oswalt, était nommé dans la même catégorie. En février 2011, à l'occasion de la 53e cérémonie, l'album Stark Raving Black (en) de Lewis Black est récompensé. Lors de la 52e cérémonie, qui se tient en janvier 2010, le prix est attribué à A Colbert Christmas: The Greatest Gift of All! de l'humoriste et animateur Stephen Colbert. Lewis Black reçoit son premier « Grammy » pour The Carnegie Hall Performance (en) lors de la 49e cérémonie, qui a lieu début 2007. 